# Субпрефектура Ермеліну-Матараззу
Субпрефектура Ермеліну-Матараззу (порт. Subprefeitura de Ermelino Matarazzo) — одна з 31 субпрефектури міста Сан-Паулу, розташована на сході міста. Її повна площа 15,1 км², населення понад 204 тис. мешканців. Складається з двох округів:
- Ермеліну-Матараззу (Ermelino Matarazzo)
- Понті-Раза (Ponte Rasa)